# Villafranca di Verona
Villafranca di Verona és un municipi italià, situat a la regió del Vèneto i a la província de Verona. Té 31.000 habitants. Consta de 6 municipis: Alpo, Dossobuono, Caluri, Pizzoletta, Quaderni, Rosegaferro, Rizza.

## Ubicació

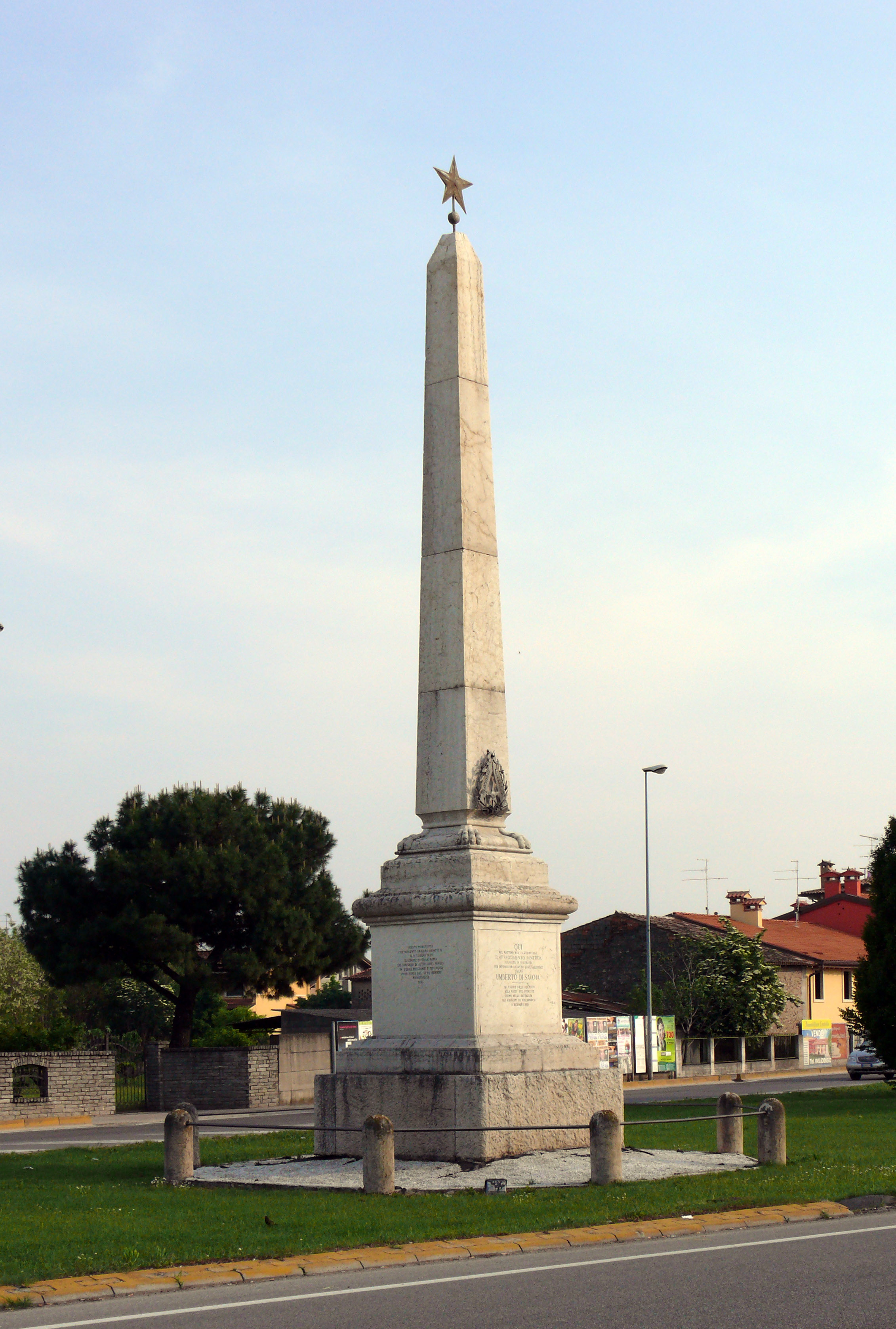
Obelisc recordant el Quadre de Villafranca

La seva capçalera és la ciutat del mateix nom, situada a 15 km. SO. de Verona, al costat del riu Tione, tributari del Tartaro, afluent esquerre del Po; Estació a la línia de ferrocarril de Verona a Màntua.
Posseeix un bell temple dedicat a Sant Pere, construït entre 1769/82, que conserva al seu interior una Verge i sants, de Domenico Brusasorci, i la petita església de sant Roc, del segle XV, amb frescos a la façana de l'escola de Morone (segle XVI). Conserva així mateix un castell dels Escaligeros, de 1202, que fou reforçat per Martí II i que a la part central de la seva façana ostenta una torre molt alta, que es creu fou construïda pels Visconti. Mereix també citar-se la Vila Gandini-Morelli-Bugna, en què una làpida recorda la signatura del tractat entre Napoleó III i Francesc Josep I, a què ens referim a la part històrica. A la sortida de la població i al costat de la carretera de Verona s'alça un obelisc de 17 metres. d'alçada, que el 1893 va substituir un altre més petit erigit el 1880 i enderrocat per un huracà el 1889, en commemoració del cèlebre episodi del Quadre de Villafranca, que també s'explica més avall més endavant.

## Història
Aquesta ciutat va ser fundada el 1185 pels veronesos a l'extrem de la Campagna Veronese. Va servir com a punt de concentració de tropes en diferents ocasions i va ser lloc d'algunes accions militars, però és coneguda especialment per haver donat nom a la pau de 1859 i per un episodi de la Batalla de Custoza el 1866. El 12 de juliol de 1859, Napoleó III i Francesc Josep van signar a Villafranca de Verona els preliminars de la pau, el tractat definitiu dels quals va ser confirmat a Zuric el 10 de novembre del mateix any. Després de la Batalla de Solferino, que va tenir lloc el 24 de juny, es va concertar a Vilafranca de Verona un armistici fins al 15 d'agost i per acord de l'emperador Napoleó III, el mariscal Jean-Baptiste-Philibert Vaillant i el general Edmond-Charles de Martimprey, representants de França; el general Enrico Morozzo Della Rocca, representant del Piemont, i el general Hers i el tinent mariscal Mensdorf, representant d'Àustria, es declarà a Vilafranca de Verona ciutat neutral i hi va tenir lloc en la data primerament citada l'entrevista de Napoleó amb Francesc Josep, sense la intervenció de cap representant del Piemont i a disgust de Víctor Manuel II. Del Conveni va sorgir la pau anomenada de Villafranca, que va frustrar les esperances dels italians.
Napoleó preocupat pels preparatius bèl·lics de Prússia al Rhin, va proposar la pau sobre la base de la concessió de Llombardia i de la no intervenció als ducats i a Toscana; per la seva banda, Francesc Josep, que amb la continuació de la guerra temia la pèrdua del Vèneto i que Prússia suplantés Àustria en l'hegemonia germànica, va acceptar part d'aquest tractat que establia una confederació italiana sota la presidència del Papa; no va poder ser executada i va produir la constitució del regne d'Itàlia.
Els turons que s'estenen des de Vilafranca de Verona fins al llac de Garda van ser teatre de les campanyes del príncep Eugeni de Savoia (1701-06), de les guerres de la Revolució, del Consolat, de l'Imperi (1796-1814) i de les tres primeres guerres de la Independència italiana 1866, respectivament. L'episodi de la batalla de Custoza, conegut pel quadre de Villafranca, va tenir lloc el 24 de juny de 1866. El 3r. cos de l'exèrcit italià, al comandament de Della Rocca, havia d'ocupar les posicions entre Villafranca di Verona i Sommacampagna i va arribar amb la seva avantguarda a Villafranca di Verona, quan va tenir avís que s'aproximava la cavalleria enemiga. Seguidament la brigada de Parma es va llançar a cavall per la carretera de Vilafranca a Verona i no va trigar a arribar per la carretera de Massimbona el cap de la 7a. divisió, les brigades de la qual es van disposar á cavall a la carretera de Ganfardino. Mentrestant, el 1r d'hússars i 13è d'ulans es dirigien cap a Villafranca di Verona. Aquest últim, amb el coronel Rodakowski al capdavant, es va llançar sobre la brigada Parma, que amb prou feines va tenir temps per formar ràpidament el quadre. El príncep Albert d'Àustria i els generals Di Revei i Ferrero es van refugiar al quadre i els ulans, després d'un acarnissat atac, delmats per un continuat i nodrit foc, van veure's obligats a fugir perseguits pels esquadrons de cavalleria d'Alexandria. Més tard es van renovar els atacs per la brigada Bujanovics i de nou els va caldre a les tropes italianes recórrer a la formació del quadre, però van ser rebutjats tots, i quan a la nit d'aquella jornada es va iniciar la retirada del 3er. cos de l'exèrcit italià, aquest va poder fer-ho ordenadament, protegit per la divisió Bixio i per forces de cavalleria.

## Monuments i llocs d'interès
Arquitectura religiosa

Catedral

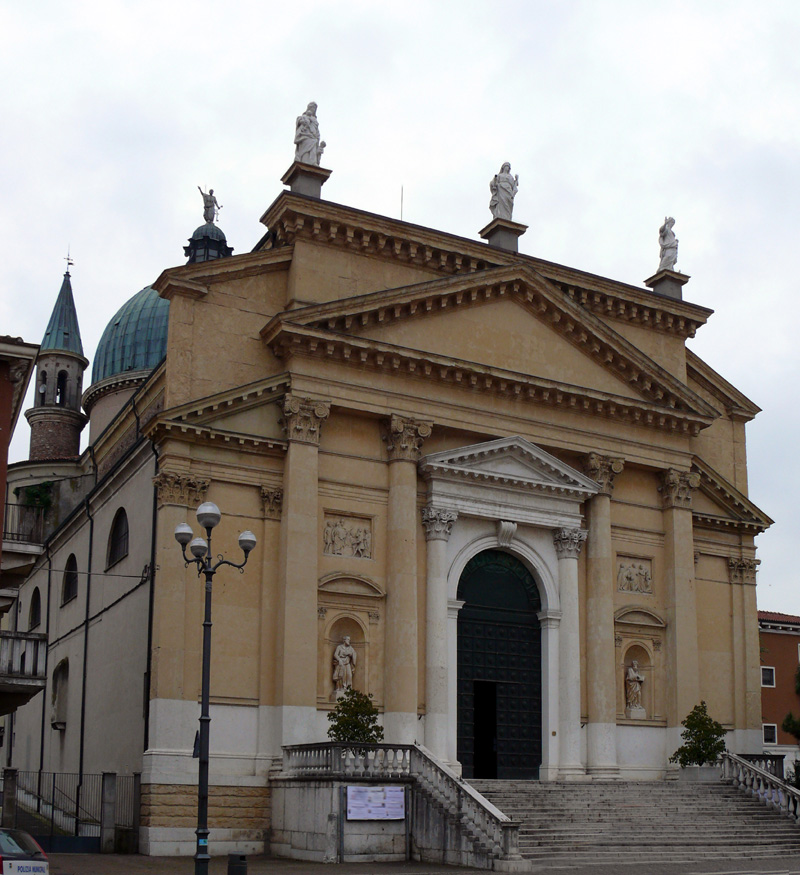
Catedral de Villafranca

La Catedral dedicada als Sants Pere i Pau (XVIII/segle XIX), va començar a 1786 i va concloure a 1882, l'any en què va ser consagrada (la construcció interrompuda i alentida diverses vegades a causa de la guerra o la manca de fons), es troba just a mig camí de Corso Víctor Emmanuel II i constitueix, després del castell, el monument més important de la vila. L'edifici està inspirat en el projecte de Andrea Palladio per a la basílica del Santíssim Redentore alla Giudecca de Venèciaé. A prop, a l'espai quadrat actual Papa Joan XXIII, antigament hi havia l'antiga església parroquial, que datava de segle XIV. Després es va convertir en teatre i posteriorment enderrocat; alguns objectes presents a l'antic edifici (altars, el cor de fusta) van ser traslladats a la nova Catedralé.
Oratori de Crist

L'església va seguir els esdeveniments de la casa pairal al llarg dels segles. Recentment ha sofert una restauració conservadora. Els tres retaules conservats originàriament a l'interior de la petita església es troben actualment a l'interior de l'edifici municipal, mentre que a l'oratori n'hi ha còpies.

## Església de la Disciplina o Visitació

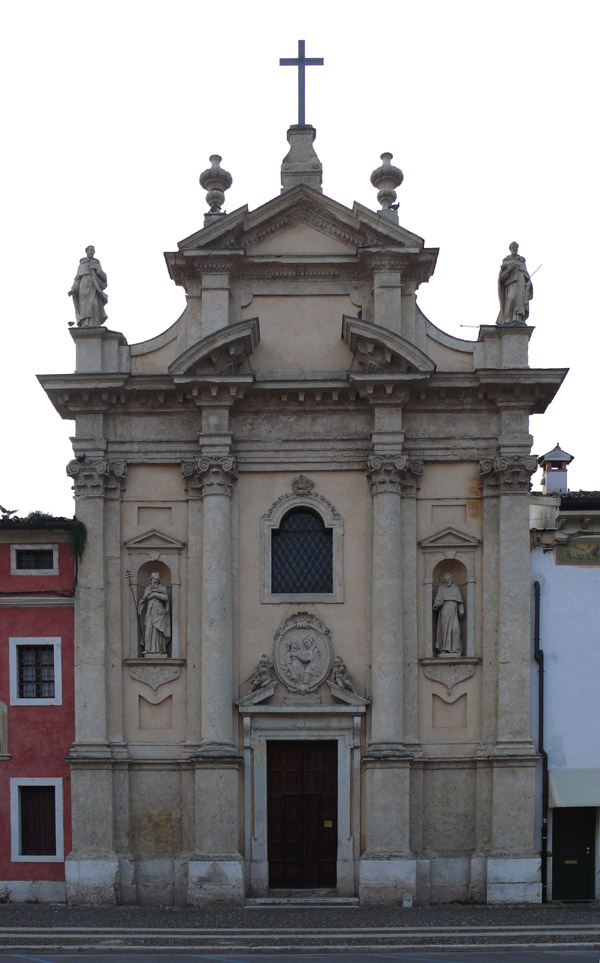
Església de la Disciplina

Donat pel comte Giorgio Maffei l'any 1499 a la Confraria dels Disciplinati, l'oratori de la Disciplina o de la Visitació, amb una façana barroca amb baix relleu sobre el portal, cases dins de la preciosa "Mortoria" del segle XV, recentment restaurada, amb nou estàtues de fusta del segle XVI, que representen el Crist Mort, Sant Joan, Nicodem, Josep d'Arimatea, la Mare de Déu, Maria de Cleofàs, Maria Betania, Maria Magdalena i el donant de l'Església comte Giorgio Maffei, i quatre siluetes del segle XVIII. De notable importància són la "Via Crucis", de la segona meitat del segle XVIII, i el gran retaule d'Orazio Farinati de 1607 amb la Visitació de la Mare de Déu a Santa Isabel i als sants Josep i Zacariesé.

## Oratori de Sant Roc

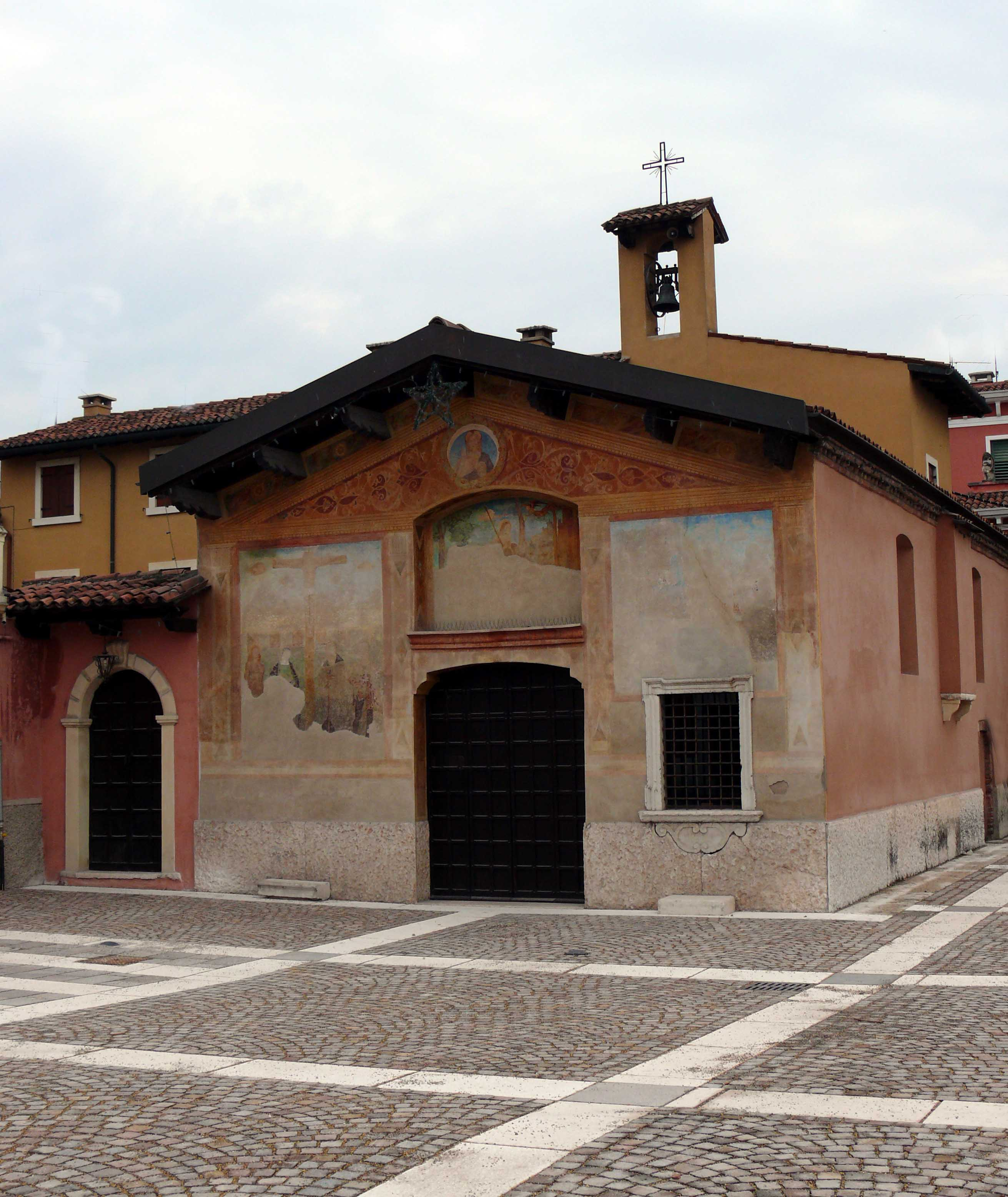
Oratori de Sant Roc

Votació per l'avançat pestilència des de 1511 i dedicat a sant Roc, estava decorat exteriorment amb frescos d'artistes de l'escola de Domenico Morone i internament d'un notable cicle de frescos, L'Anunciació, Vol a Egipte, Sant Roc i el Madonna entronitzada, realitzat per un taller veronès a principis del segle XVI. A l'interior hi ha un lòbul ovalat amb el Mare de Déu amb el nen i sant Felip Neri (segle XVIII) de l'escola Balestra, el Madonna entronitzada amb el nen estàtua de fusta del segle XV. (entre els més importants de l'època a la zona de Verona) i a l'altar un retaule del segle XVII amb sant Roc, sant Jeroni i Sant Sebastiàé.
Després de sis anys de treball, l'any 2004 va acabar l'important cicle de restauracions que van implicar l'edifici, les obres pictòriques, els frescos i les estàtues.

## San Giovanni della Paglia

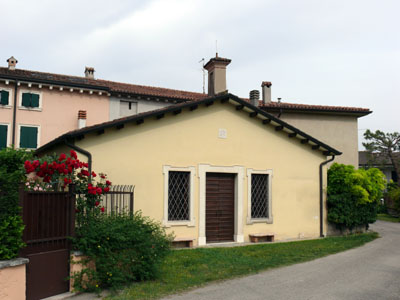
S.Giovanni della Paglia.

Provat des de 1228 com a propietat de la Comandància Templera de San Giovanni del Temple de Màntua, després va passar a la comandament de San Vitale i Sepulcre dels Cavallers de Sant Joan de l'Hospital amb la supressió de l'Orde de Cavallers Templers. Durant molt de temps l'origen del nom San Giovanni della Paglia es va associar amb el costum – testimoniat pels habitants de la cort només entre el primer i el segon període de postguerra – d'oferir hospitalitat amb menjar, aigua i un llit amb palla per a la nit als homes que hi passaven. En realitat, el topònim San Giovanni della Paglia, per tant, no indicaria un costum d'hospitalitat, sinó la ubicació geogràfica precisa de la possessió de San Giovanni al camp àrid de Verona definit amb precisió paleaé. Durant l'edat moderna, l'Orde de Sant Joan a Villafranca va tenir relacions intenses amb el Venècia, patint la pèrdua temporal de les seves comandaments durant la Guerra de Cambrai. La seva recuperació va ser possible gràcies al treball de Commendatore fra’ Andrea de Martini. Durant el segle XVI, les visites pastorals dels bisbes de Verona documenten l'estat dels edificis del San Giovanni della Paglia que, després de ser destruïts a mitjans del segle XVII, van ser reconstruïts entre 1667 i 1670 per Fra’ Bernardino Della Ciaia. Els preciosos mapes il·lustrats del segle XVIII transmeten la imatge d'un conjunt que va romandre intacte fins a les supressions napoleòniques, que van decretar la fi de la presència de l'Orde a Villafranca. Posteriorment, les propietats van passar als comtes de Conati Cavazzocca Mazzanti i, el 1919, a Daniele Vantini, que va transformar l'antiga comandament en la cort de Vantini. L'interior, alterat desgraciadament durant les obres de restauració de la dècada de 1970, conserva un valuós altar barroc i un retaule Sant Joan Baptista atribuït al pintor Villafranche Germano Prendaglio (1735-1809). La batalla de es va lliurar al voltant de l'oratori Plaça villafranca el 24 de juny de 1866; en memòria de l'enfrontament, es va crear un primer monument de fusta, enderrocat per una tempesta el 1889. Aleshores es construirà l'actual monument de pedra, situat als terrenys dels comtes Cavazzocca Mazzanti i col·locat no gaire lluny del lloc primigeni, com encara llegim a la inscripció a la base de l'obelisc. Després de ser propietat dels comtes de Conati Cavazzocca Mazzanti, avui tot el complex encara és de propietat privada.

## Església de la Madonna del Popolo

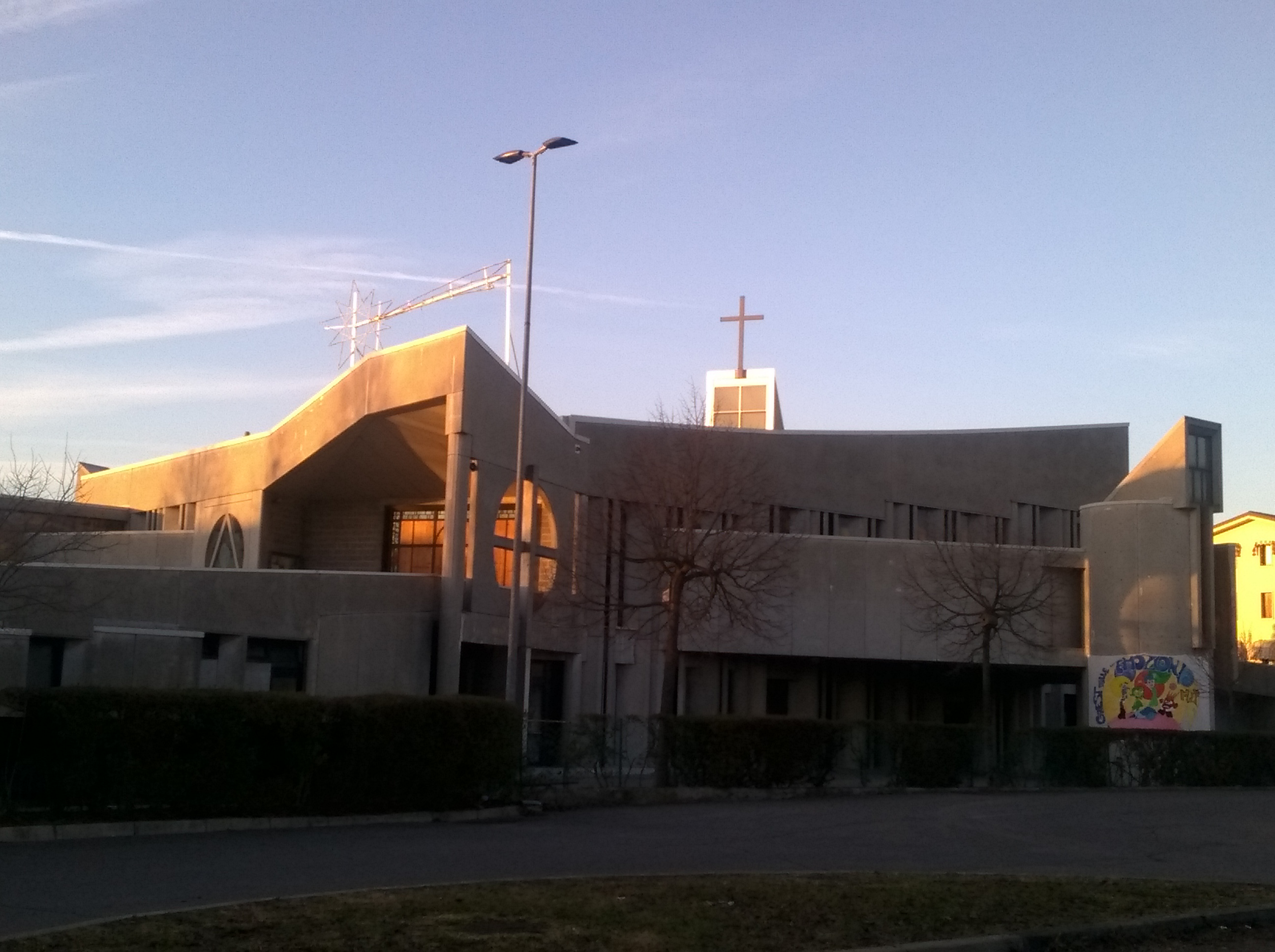
Església de la Madonna del Popolo

Edifici de culte basat en models d'arquitectura contemporània, construït en formigó armat des de 1982 i utilitzat des de 1984, està situat al barri homònim de Villafranca di Verona, i també és el punt de referència de la parròquia del mateix nom.
Llocs de culte d'altres confessions

Entre d'altres esglésies, en abast cristià, jo Fills de Déu (The Family International) a Itàlia tenen la seva seu central a Villafranca di Verona.

## Les esglésies que ja no existeixen
Església de Sant'Andrea (segle IX?), estava situada al llarg de la fossa de Sant'Andrea, a la zona sud-est de Villafranca, cap a Povegliano. La zona on hi havia l'edifici és fàcilment reconeixible pel revolt seguit de la fossa, ara en aquest lloc només hi ha una columna coronada per una estàtua del sant, la seu del qual es va col·locar l'any 1986. Se suposa que la petita església va romandre en peu fins al segle XVII, però està ben senyalitzada en alguns mapes de l'època i dels segles anteriors (el mapa de Bertoldi cap al 1480, el mapa de Bertoni de 1683 i el mapa de Negri de 1713).

Antiga església parroquial, estava situada al costat de la Catedral però a diferència d'aquesta no alineada amb la carretera, la façana col·locada en diagonal (per tal que la façana mirava al vespre i l'oficiant orientada a llevant) dominava directament el centre de la intersecció que serveix de "centre" geogràfic de Villafranca. Probablement datada de la fundació de Villafranca (segle XII) d'estil romànic, va ser reconstruïda al segle XIV, durant el segle XVIII es va modificar novament seguint els models de la Contrareforma. Abandonat com a edifici religiós després de la consagració de la Catedral, va ser adaptat per PEZuccalmaglio al segle XIX per acollir el Teatre Municipal (després enderrocat l'agost de 1966 durant la reforma de la Piazza Giovanni XXIII, altres edificis propers a l'edifici van ser enderrocats al mateix temps: la rectoria, el teatre, l'arxiu parroquial)[44]é.

## Persones notables de la vila
- Gianmaria Pomedello, o Giovanni Maria Pomedelli (1478 – 1537) va ser un gravador, pintor i medallista.
- Ángelo Messedaglia, (1820 – 1901), professor, intel·lectual i senador del Regne d'Itàlia a la XV legislatura.